# Свірський Олександр Миколайович
Олекса́ндр Микола́йович Сві́рський (8 травня 1979 — 12 березня 2016) — солдат Збройних сил України, учасник російсько-української війни.

## Життєпис
Народився 1979 року в смт Борова Фастівського району (Київська область); у 1996 році закінчив борівську ЗОШ. Пройшов строкову військову службу в лавах Збройних Сил України. Демобілізувавшись, працював в охоронній структурі та на будівництві.
2015 року мобілізований до лав Національної гвардії України; снайпер взводу спеціального призначення, 21-ша окрема бригада охорони громадського порядку. Брав участь у боях на сході України.
10 березня 2016 року зазнав важкого осколкового поранення в голову поблизу смт Зайцеве Горлівської міської ради. Олександра гелікоптером доставили до Обласної клінічної лікарні ім. Мечникова в Дніпропетровську. Лікарі боролися за його життя, проте їхні зусилля виявилися марними. 12 березня 2016 року о 23:30 Олександр помер.
15 березня 2016 року похований в смт Борова.
Без Олександра лишились батьки, дружина Оксана Анатоліївна, двоє синів.

## Нагороди та вшанування
- 21 вересня 2016 на фасаді Борівської ЗОШ відкрито та освячено меморіальну дошку Олександрові Свірському.
- 2016 року вулицю Рози Люксембург у Боровій перейменовано на вулицю Олександра Свірського[1].